# Kristara Barrington
Kristara Barrington (New Orleans, 22 novembre 1965) è un'ex attrice pornografica statunitense, attiva principalmente negli anni ottanta.

## Biografia
La Barrington nacque a New Orleans, Louisiana da padre statunitense e madre coreana. Visse a Chicago prima di trasferirsi a Los Angeles.
Nel corso di un'intervista al San Diego Tribune dell'11 ottobre 1985, Kristara dichiarò: «Non mi sento una prostituta. Sono un'attrice, sono pagata per il mio lavoro. Certo, vendi il tuo corpo, ma le persone si vendono tutti i giorni per altri tipi di lavori».
Nel 2011, la rivista Complex classificò Kristara Barrington alla quinta posizione nella lista "The Top 50 Hottest Asian Porn Stars of All Time" da loro redatta.

## Inchiesta federale
Il 4 ottobre 1986, il Los Angeles Times riportò la notizia che era stata aperta un'inchiesta da parte dell'FBI circa la partecipazione a film pornografici dell'attrice Traci Lords quando era ancora minorenne. Le autorità federali interrogarono cinque distributori - VCA Pictures, CBI, Caballero, Western Visuals e Paradise - per sapere se Kristara Barrington, Ali Moore e Nikki Charm avessero recitato in film porno quando erano ancora minorenni. Il portavoce della VCA, Mike Mayock, riferì al Times che i primi film della Barrington furono ritirati dal mercato solo per precauzione, e che era certo del fatto che l'attrice avesse già compiuto i diciotto anni all'epoca della sua prima collaborazione con la VCA nel 1983.

## Riconoscimenti
XRCO Award
- 1987 - Orgasmic Oral Scene per 1001 Erotic Night 2 con Bunny Bleu, Sandy Summers e Francois[4]